# Воздушная гонка на приз Джеймса Доула
Воздушная гонка на приз Джеймса Доула (англ. Dole Air Race), или «дерби Доула» (англ. Dole Derby) — авиационное соревнование, состоявшееся 16—17 августа 1927 года. По условиям, выдвинутым гавайским миллионером До́улом, участники гонки должны были пролететь 3870 км над Тихим океаном из калифорнийского аэропорта Окленд в недавно открытый аэропорт Гонолулу.
Несмотря на организационную и техническую поддержку военно-морских сил США, широко разрекламированное «Дерби Доула» обернулось чередой катастроф. Три авиатора погибли накануне гонки, пятеро пропали без вести на её маршруте и ещё двое погибли в ходе поисково-спасательной операции. Лётчики-любители, отправившиеся в сверхдальний полёт в наспех переоборудованных, перегруженных топливом одномоторных самолётах, практически не имели шансов выжить. Лишь два самолёта из восьми благополучно долетели до Гонолулу.

## Организаторы

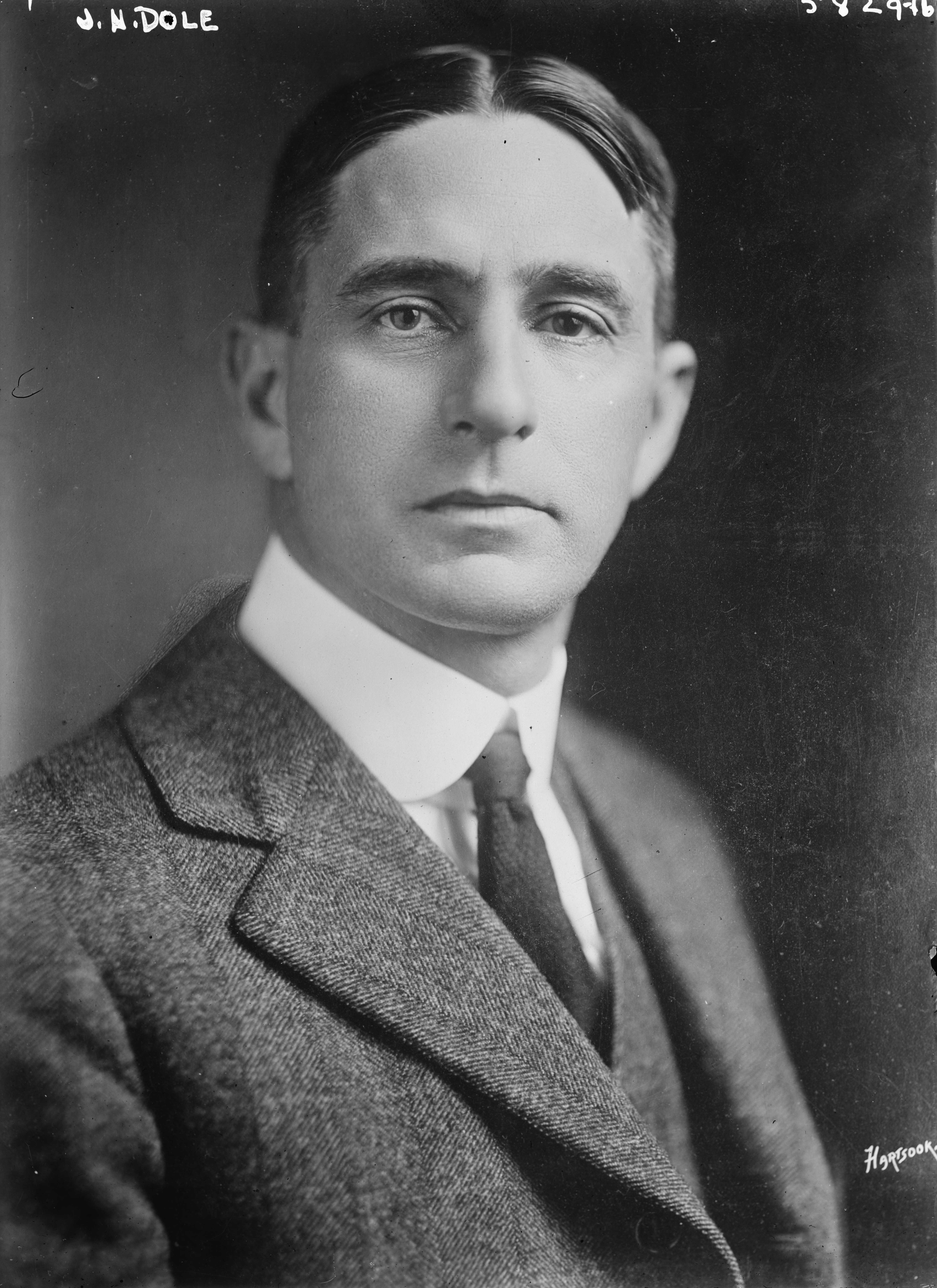
Джеймс Драммонд Доул. Фото 1927 года

20—21 мая 1927 года Чарльз Линдберг совершил первый в истории одиночный трансатлантический перелёт. Четыре дня спустя «ананасовый король» Джеймс Драммонд Доул — основатель и бессменный президент Гавайской Ананасовой Компании (ныне Dole Food Company) — бросил авиаторам новый вызов. Доул предложил провести массовый перелёт по ещё никем не пройденному маршруту — из калифорнийского аэропорта Окленд в недавно открытый аэропорт Гонолулу на Гавайях. Приз победителю составил 25 тысяч долларов (именно столько получил Линдберг от Реймонда Ортейга), ещё 10 тысяч Доул выделил занявшему второе место.
Предыдущая попытка перелететь из Калифорнии на Гавайи чуть не закончилась катастрофой. 1 сентября 1925 года военная летающая лодка PN-9 под управлением Джона Роджерса, пролетев 3463 км (1870 морских миль), израсходовала всё топливо и совершила вынужденную посадку на воду. Связь с сушей прервалась: радиопередатчик летающей лодки питался от примитивного ветрогенератора, работавшего только в полёте. Соорудив парус из полотняной обшивки крыла и киль из металлического настила салона, лётчики взяли курс на Гавайи. Лодка двигалась со скоростью 2 узла, или до 90 км в сутки; на восьмой день лётчики увидели на горизонте очертания острова Кауаи, а на девятый день их обнаружила подводная лодка ВМФ США.
28—29 июня 1927 года военные лётчики Лестер Мейтленд и Альберт Хегенбергер совершили первый в истории успешный перелёт на Гавайи. Мейтленд и Хегенбергер заранее объявили о своём неучастии в конкурсе Доула, да и не могли претендовать на него по формальным причинам: их маршрут завершился посадкой не в Гонолулу, а на военной базе Уилер. 14—15 июля до Гавайев долетели гражданские лётчики Эрни Смит и Эмори Бронте. Израсходовав всё топливо, они совершили вынужденную посадку на острове Молокаи, и потому также не вошли в зачёт «дерби Доула». Сам же Доул не стал менять свои планы и продолжил подготовку к гонке, которая должна была стартовать 12 августа.
Её организацию Доул доверил комитету из гражданских и военных членов гавайской ячейки национальной воздухоплавательной ассоциации. Судьёй на старте был избран Эрни Смит, а техническое руководство стартом осуществлял лейтенант ВМФ Бен Уайатт — тридцатитрёхлетний ветеран арктических экспедиций, подотчётный командующему 12-го округа ВМФ США. Уайатт составил технические требования к самолётам, но главной своей задачей считал проверку штурманской подготовки экипажей. Беспосадочный маршрут над Тихим океаном был намного сложнее трансатлантического маршрута Линдберга. Целью Линдберга был целый континент, а участникам «дерби Доула» предстояло найти в безбрежном океане остров размером 71 на 48 км, используя лишь счисление координат, навигацию по звёздам ночью и по надводным судам днём. Авиационная коротковолновая радиосвязь и навигация по приводным радиомаякам только зарождались и были недоступны абсолютному большинству пилотов.
Активную поддержку организаторам оказали гражданские судовладельцы и Тихоокеанский флот ВМС США. Накануне гонки семь гражданских судов заняли стационарные позиции навигационных маяков вдоль маршрута гонки. Военные подготовили к немедленному выходу в море авианосец «Лэнгли» c пятью кораблями сопровождения; весь Тихоокеанский флот был приведён в повышенную готовность к поисково-спасательной операции.

## Участники и машины
Оргкомитет гонки получил 33 заявки, из которых к 8 августа были утверждены лишь пятнадцать. К 11 августа список сократился до одиннадцати машин: одни были сняты с гонки из-за недостаточной вместимости топливных баков, другие — из-за некомпетентности штурманов. Уайатт решил дать дисквалифицированным экипажам возможность исправить неполадки или заменить штурманов, и настоял на переносе старта на 16 августа. Доул возражал, но был вынужден согласиться.
Расчёт на то, что отсрочка увеличит число участников, не оправдался. Напротив, 11 августа началась цепь катастроф, ещё больше сократившая его. Самолёт «Дух Джона Роджерса» (англ. Spirit of John Rogers), пилотируемый военными лётчиками Кавеллом и Веггенером, врезался в гору близ Пойнт-Лома; оба пилота погибли, тела обгорели до неузнаваемости. 12 августа снаряжённый на деньги актёра Хута Гибсона двухмоторный триплан «Гордость Лос-Анжелеса» упал в воду близ оклендского аэропорта; экипаж выжил. 13 августа погиб британский пилот Артур Роджерс. Во время испытательного полёта на малой высоте его двухмоторный «Ангел Лос-Анжелеса» (англ. Angel of Los Angeles) неожиданно свалился в неуправляемое падение. Роджерс выпрыгнул из самолёта, парашют не раскрылся.
В результате 16 августа на старт вышли всего восемь одномоторных самолётов — один полутораплан и семь высокопланов разных моделей с радиальными моторами «Райт J5» разных серий (именно этот мотор стоял на самолёте Линдберга):
| Список участников в порядке стартовых номеров | Список участников в порядке стартовых номеров           | Список участников в порядке стартовых номеров | Список участников в порядке стартовых номеров | Список участников в порядке стартовых номеров | Список участников в порядке стартовых номеров                    | Список участников в порядке стартовых номеров |
| Имя самолёта                                  | Модель                                                  | Пилот                                         | Штурман                                       | Пассажир                                      | Спонсор полёта                                                   | Судьба экипажа и самолёта                     |
| --------------------------------------------- | ------------------------------------------------------- | --------------------------------------------- | --------------------------------------------- | --------------------------------------------- | ---------------------------------------------------------------- | --------------------------------------------- |
| «Оклахома» (Oklahoma)                         | Моноплан Travel Air 5000                                | Беннетт Гриффин                               | Эл Хенли                                      | —                                             | Нефтяная компания Phillips Petroleum Co.                         | Вернулся в Окленд из-за неполадок в моторе    |
| «Эль Энканто» (El Encanto)                    | Цельнометаллический моноплан уникальной конструкции     | Норман Годдард (ВМФ США)                      | Кеннет Хокинс                                 | —                                             | —                                                                | Разбился на взлёте 16 августа. Экипаж выжил   |
| «Пабко Флаер» (Pabco Flyer)                   | Моноплан Breese-Wilde 5                                 | Ливингстон Ирвинг (ВВС США)                   | —                                             | —                                             | Парафиновая Компания Сан-Франциско (принадлежала отцу пилота)    | Разбился на взлёте 16 августа. Пилот выжил    |
| «Золотой орёл» (Golden Eagle)                 | Моноплан уникальной конструкции, прототип Lockheed Vega | Джон Фрост                                    | Гордон Скотт                                  | —                                             | Газета San Francisco Examiner, фактически — Джордж Херст         | Пропали без вести 16 или 17 августа           |
| «Мисс Доран» (Miss Doran)                     | Полутораплан Buhl CA-5 Airsedan                         | Джон Оджи Педлар                              | Вилас Кноп (ВМФ США)                          | Милдред Доран                                 | Уильям Маллоска, владелец сети АЗС из Флинта                     | Пропали без вести 16 или 17 августа           |
| «Алоха» (Aloha)                               | Моноплан Breese-Wilde 5                                 | Мартин Дженсен                                | Пол Шлютер                                    | —                                             | Граждане Гонолулу по народной подписке                           | Второе место в гонке                          |
| «Вуларок» (Woolaroc)                          | Моноплан Travel Air 5000                                | Артур Гёбель                                  | Уильям Дэвис (ВМФ США)                        | —                                             | Фрэнк Филлипс, владелец Phillips Petroleum Co. и парка «Вуларок» | Победитель гонки                              |
| «Дух Далласа» (Dallas Spirit)                 | Моноплан уникальной конструкции                         | Уильям Эрвин (ВВС США)                        | Алвин Эйхвальдт                               | —                                             | Группа предпринимателей Далласа                                  | Пропали без вести 19 августа                  |

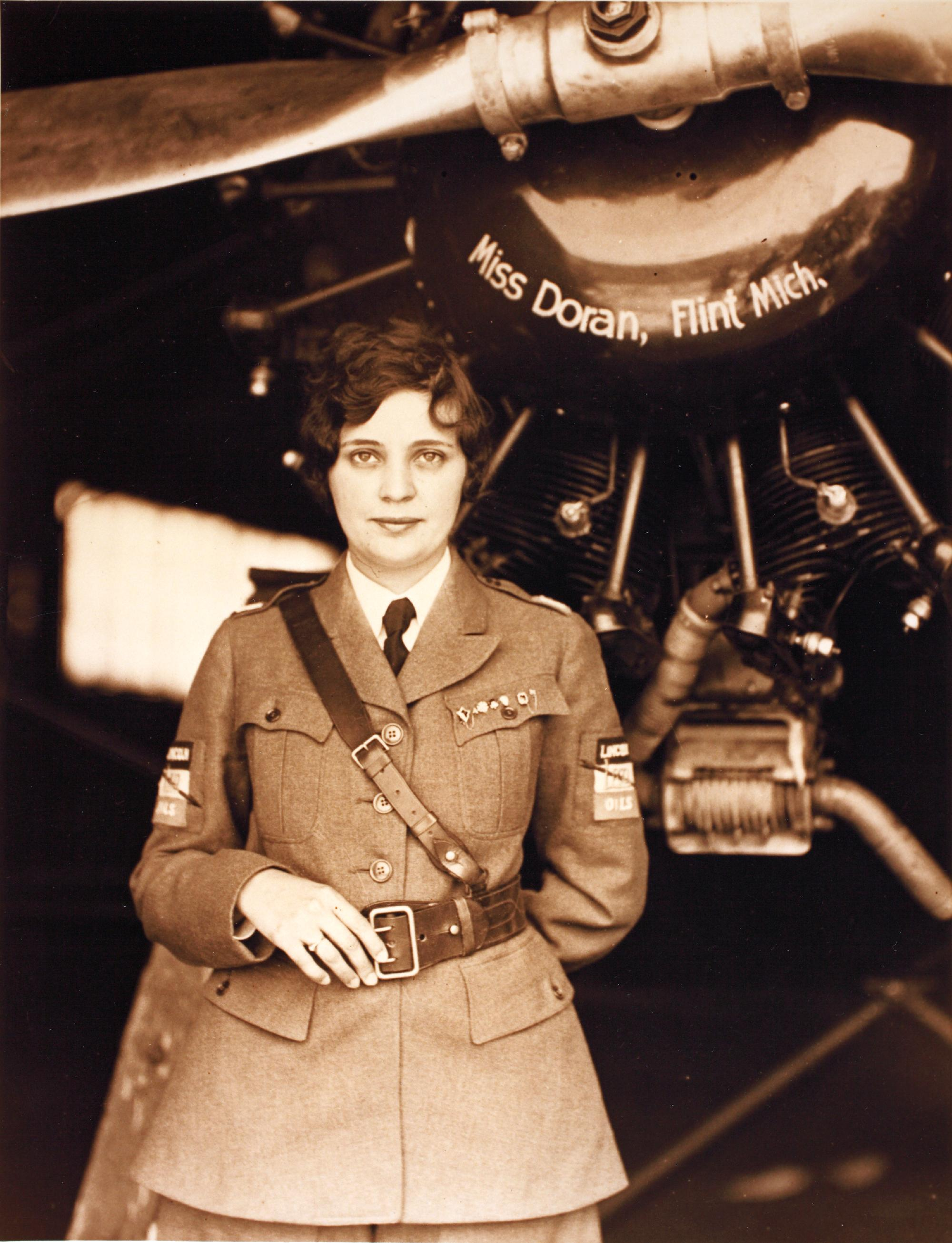
Милдред Доран

Газеты называли фаворитом гонки «Эль Энканто» (англ. El Encanto) — уникальную конструкцию Нормана Годдарда, а самым технически совершенным и самым быстрым был «Золотой орёл» (англ. Golden Eagle) — первый, предсерийный образец ставшей впоследствии знаменитой «Локхид-Веги». Спроектированная Джеком Нортропом машина совершила первый испытательный полёт 4 июля 1927 года. Вскоре её выкупил Джордж Херст — увлечённый авиацией сын газетного магната. «Локхид» уступил самолёт Херсту по цене ниже себестоимости, рассчитывая на рекламный эффект от столь важного клиента. «Золотой орёл» имел на борту радиоприёмник, способный принимать сигналы приводных радиомаяков, но не имел радиопередатчика. Полноценные приёмно-передающие радиостанции имелись только на «Пабко Флаере» и на «Вулароке» (Гёбель и Дэвис позаимствовали радиостанцию у Эрни Смита); пять других самолётов не имели никакого радиооборудования. Все самолёты были дооборудованы дополнительными топливными баками и были способны принять от 1,324 до 1,925 литров авиационного бензина; в одних машинах баки были установлены заводами-изготовителями, остальным пилотам пришлось это сделать собственноручно. Дженсен и Шлютер просто забили салон «Алохи» девятнадцатилитровыми канистрами c бензином; в полёте штурману приходилось вручную переливать бензин из канистр в главный пятисотлитровый бак.
Пилоты и штурманы были столь же разными. С одной стороны, в их числе были опытные пилоты — асы Первой мировой войны Ливингстон Ирвинг и Уильям Эрвин. Эрвин боролся одновременно и за приз Доула, и за приз Истербрука — за перелёт по маршруту Даллас—Гонконг; перелёт до Гавайев был лишь вторым этапом этого предприятия. С другой стороны, гонка привлекла неопытных дилетантов, не имевших ни одного шанса достичь Гавайев. Многих из них отстранил от полётов, и тем самым спас, Бен Уайатт. «Звездой» гонки стала единственная женщина-авиатор, и единственный пассажир «дерби Доула» двадцатидвухлетняя Милдред Доран. Самолёт, на котором ей предстояло отправиться на Гавайи, спонсировал владелец небольшой автозаправочной сети из Мичигана Билл Маллоска. Он уже несколько лет рекламировал свой бизнес с помощью местного «воздушного цирка» и, узнав от Милдред о предстоящем «дерби Доула», без колебаний согласился участвовать в нём. Бизнесмен вначале заказал самолёт на авиазаводе Lincoln Standard, которому и принадлежал «воздушный цирк», а когда Lincoln Standard не смог выполнить заказ в срок, приобрёл у другой местной фирмы полутораплан «Бюль». На право управлять им претендовали два трюкача «воздушного цирка»; победителя определили подбросом монеты. Выигравший спор Джон Оджи Педлар умел взлетать и садиться, но не имел лётной практики: он был не пилотом, а воздушным канатоходцем. Под стать ему был и штурман-дилетант, которого Уайатт снял с гонки за то, что тот «сумел» заблудиться в небе над Оклендом. Лишь в последний момент Маллоска сумел нанять профессионального штурмана — военного моряка, и вновь занять место в стартовом строю.

## Старт
Утром 16 августа 1927 года аэродром Окленда накрыл густой туман. Около одиннадцати часов он начал рассеиваться, и организаторы дали добро на старт.
В 12:01 в полёт отправился первый из участников гонки, «Оклахома» Бена Гриффина. Машина благополучно пересекла Золотые Ворота, но из-за перегрева мотора Гриффину вскоре пришлось вернуться в Окленд. Две минуты спустя на старт вышел фаворит гонки — «Эль Энканто» Нормана Годдарда. Перегруженный самолёт сумел подняться на один метр от земли, опрокинулся на левое крыло и упал на землю в двух километрах от стартовой позиции. Машина разрушилась, экипаж не пострадал. В 12:11 та же судьба постигла отправившегося в сольный полёт пилота-ветерана Ливингстона Ирвинга. Его «Пабко Флаер» упал в болото и не получил серьёзных повреждений. Ирвинг отбуксировал самолёт на старт, и после недолгого ремонта попытался подняться в воздух второй раз. Перегруженная машина вновь потерпела крушение; Ирвинг не пострадал.
Четвёртым в стартовой очереди был «Золотой орёл» (пилот Джон Фрост, штурман Гордон Скотт). К радости публики, машина благополучно поднялась в воздух и отправилась на маршрут. В 12:33 первую попытку взлёта совершила «Мисс Доран» (пилот Джон Оджи Педлар, штурман — лейтенант ВМФ Вилас Кноп, пассажир Милдред Доран). Из-за неполадок в моторе Педлар прервал полёт и вернулся в Окленд; после замены свечей Уайатт разрешил повторный взлёт. «Мисс Доран» повторно, на этот раз благополучно, поднялась в воздух. Пятым и шестым в полёт отправились «Вуларок» Артура Гёбеля и «Алоха» Мартина Дженсена — именно этим машинам было суждено долететь до Гавайев.
Последним, в 12:37, взлетел «Дух Далласа» Уильяма Эрвина. Вскоре после взлёта на самолёте, изрядно потрёпанном во время перелёта из Техаса в Калифорнию, разрушилась полотняная обшивка фюзеляжа, и Эрвину также пришлось вернуться. Механик Эрвина, наблюдавший посадку с земли, был уверен, что перегруженная бензином машина неминуемо разобьётся, но Эрвин сумел благополучно посадить её. Непосредственной причиной происшествия стал непредусмотренный конструкцией самолёта вырез в днище фюзеляжа, через который штурман должен был сбрасывать дымовые шашки. Лючок, прикрывавший этот вырез, случайно открылся, и набегающий поток воздух сорвал обшивку с каркаса.
Итого к 13:00 на маршрут гонки вышли четыре машины — «Золотой Орёл», «Вуларок», «Алоха» и «Мисс Доран». Два самолёта («Эль Энканто» и «Пабко Пасифик») были разрушены, ещё два («Оклахома» и «Дух Далласа») выбыли из гонки, но требовали лишь мелкого ремонта.

## Перелёт

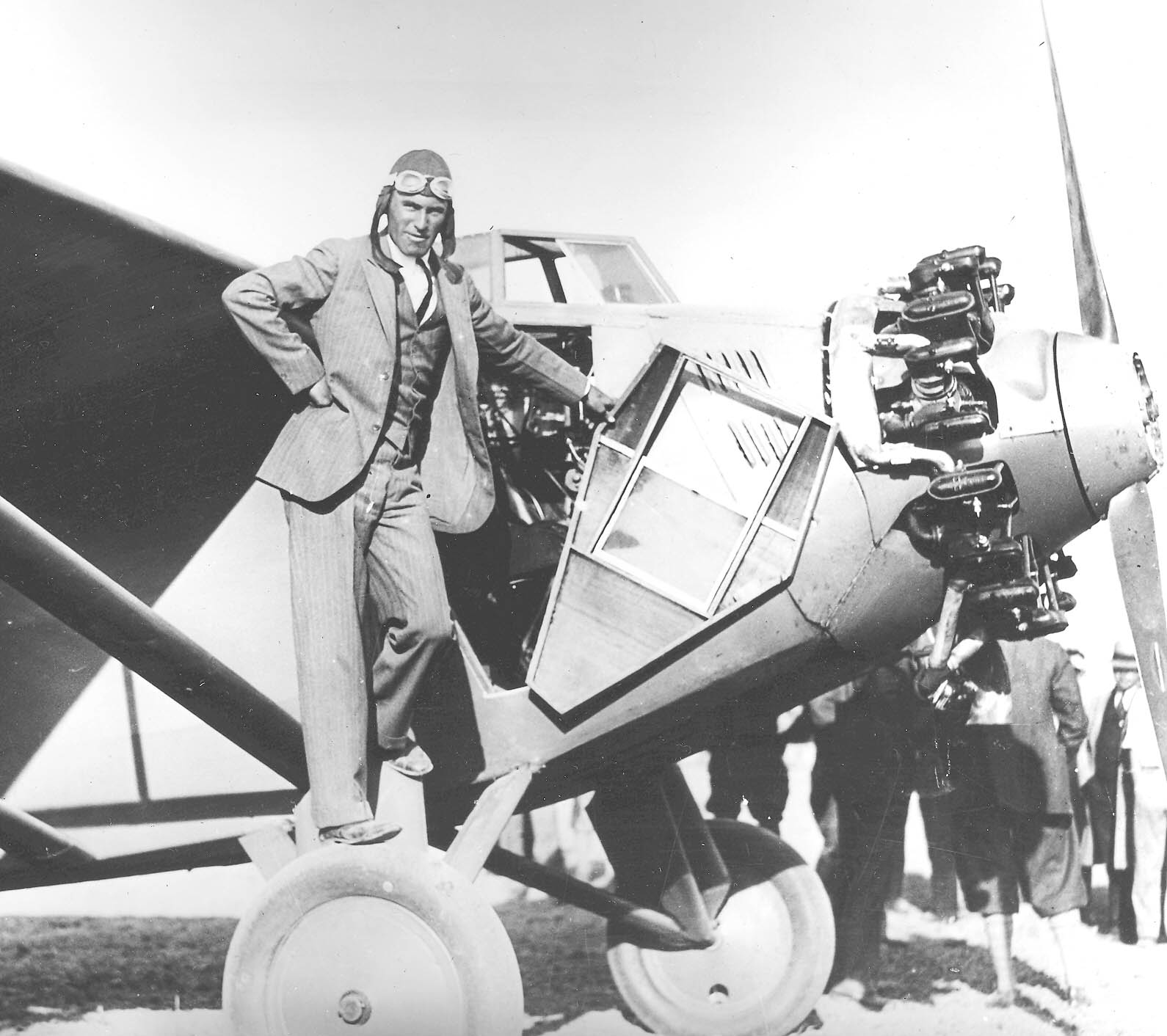
Победитель гонки Артур Гёбель

Штурман «Вуларока» лейтенант Дэвис, следуя опыту предшественников, проложил маршрут полёта до острова Мауи по дуге большого круга. В течение почти всего полёта, проходившего на средней высоте 1800 м (6000 футов), поверхность океана была покрыта облаками. Дэвис успешно поддерживал связь с судами-маяками на волне 600 м; на сигналы наземных радиомаяков Дэвис не полагался, но лишь сверялся с ними. Когда до цели оставалось примерно два часа, радиосвязь неожиданно прервалась: практически одновременно произошли не связанные друг с другом отказы в приёмнике и в передатчике. Дэвис сумел наладить связь; вскоре экипаж увидел над горизонтом очертания Мауи. Облетев военную базу Уилер на острове Оаху, Гёбель благополучно посадил «Вуларок» в аэропорту Гонолулу, где собрались от 25 до 30 тысяч зрителей. Время полёта победителей гонки составило 26 часов, 17 минут и 33 секунды.
Совершенно иначе проходил полёт занявших второе место Дженсена и Шлютера. Для экономии топлива Дженсен пролетел бо́льшую часть пути на бреющем полёте, на высоте не более 15 м, полагаясь исключительно на счисление. Ночью Дженсен поднялся на высоту 30 м и летел вслепую, по высотомеру. Навигация по звёздам была невозможна из-за тумана и низкой облачности, никакого радиооборудования на «Алохе» не было. Не было даже голосовой связи между пилотом и штурманом: Дженсен и Шлютер общались посредством «верёвочной почты». Шлютер, сверяясь по часам, регулярно доливал в главный бак бензин из очередной канистры, стравливал избыток бензина за борт (график дозаправки был составлен с большим запасом), и при этом непрерывно курил. На подходе к Гавайям Дженсену потребовалось подняться выше сплошной облачности, чтобы штурман смог скорректировать курс по Солнцу. Простой манёвр занял почти два с половиной часа: при попытках подняться выше 1200 м самолёт неизбежно сваливался в штопор. Дженсен и Шлютер всё же смогли найти разрыв в облаках, найти курс на Гонолулу и благополучно долететь до цели, но время было упущено. «Алоха» отстала от победителей на 1 час 58 минут.

## Поиски пропавших

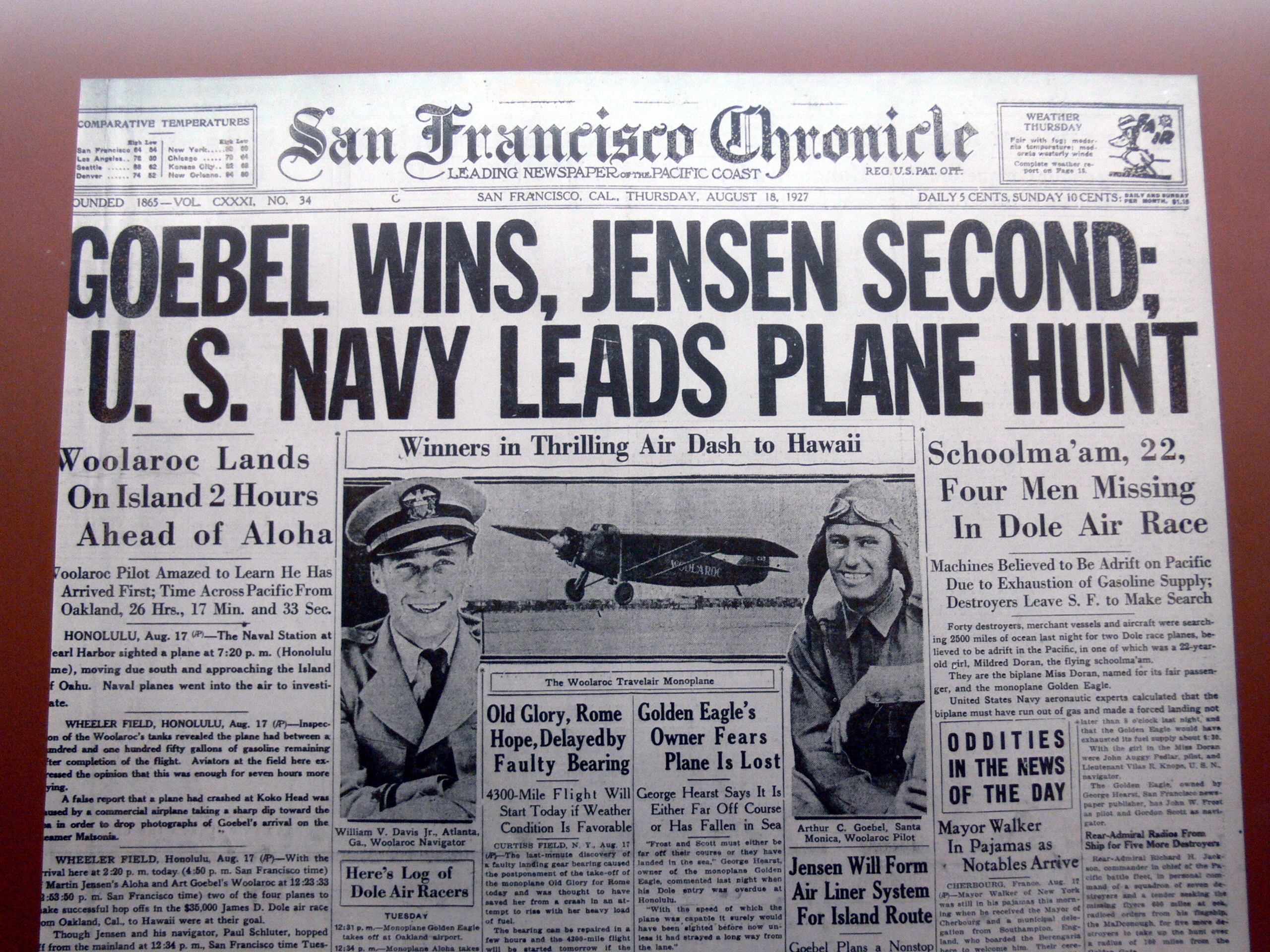
Первая полоса San Francisco Chronicle 18 августа 1927 года: «Гёбель победил. Дженсен второй. ВМФ США ведёт поиск пропавших»

Вскоре после приземления «Алохи» собравшимся в аэропорту Гонолулу стало очевидно, что «Мисс Доран» и «Золотой орёл» пропали без вести. Доул и спонсоры пропавших экипажей объявили награды за их розыск, всего 30 тысяч долларов.
Только на Гавайях в поисках участвовало 42 корабля и самолёта. Недавно приземлившийся Дженсен тоже отправился на поиски, но пятичасовой облёт моря окончился безрезультатно. «Мисс Доран» и «Золотой орёл» исчезли, не оставив следов. По данным Уильяма Хорвата, один из участвовавших в поисках самолётов разбился на море, экипаж из двух человек погиб; другие источники эту катастрофу не упоминают.
В 14:15 19 августа из Окленда в Гонолулу вылетели неудачники «дерби Доула» — Эрвин и Эйхвальдт. Перелёт был одновременно и вторым этапом их гонки за призом Истербрука, и новой попыткой разыскать в море пропавшие экипажи. На этот раз «Дух Далласа» имел полноценную радиосвязь с землёй: по настоянию инженера Ральфа Хайнца самолёт был оборудован новейшей коротковолновой радиостанцией, снятой с разбитого «Пабко Флаера». Дальнейшие события известны поминутно: Эйхвальдт регулярно докладывал земле о полёте, а нестабильность работы его радиопередатчика, питавшегося от ветрогенератора, служила своего рода телеметрическим индикатором скорости. При снижении скорости частота модуляции несущей уменьшалась, при наборе скорости она возрастала. В эфире за полётом следили сотни радистов — и профессионалы, и любители-коротковолновики.
Около 20:00 передача радиограмм прервалась, но передатчик продолжал излучать тональный сигнал. Между 20:20 и 20:40 его частота хаотично изменялась — самолёт пролетал зону турбулентности. C 20:40 до 20:59 частота была стабильно низкой: вероятно, Эрвин набирал высоту, чтобы обойти шторм сверху. В 20:59 частота тона неожиданно выросла до 350 Гц, а затем до 500 Гц — что означало запредельную, катастрофическую скорость падения. В 21:00 Эйхвальдт передал морзянкой сигнал бедствия. После непродолжительной паузы Эйхвальдт сообщил, что самолёт свалился в штопор, но Эрвин сумел вывести его в горизонтальный полёт. В 21:06 Эйхвальдт сообщил, что машина вновь падает, и на этом связь прекратилась. Эрвин и Эйхвальдт стали девятой и десятой жертвой «дерби Доула».

## Последствия

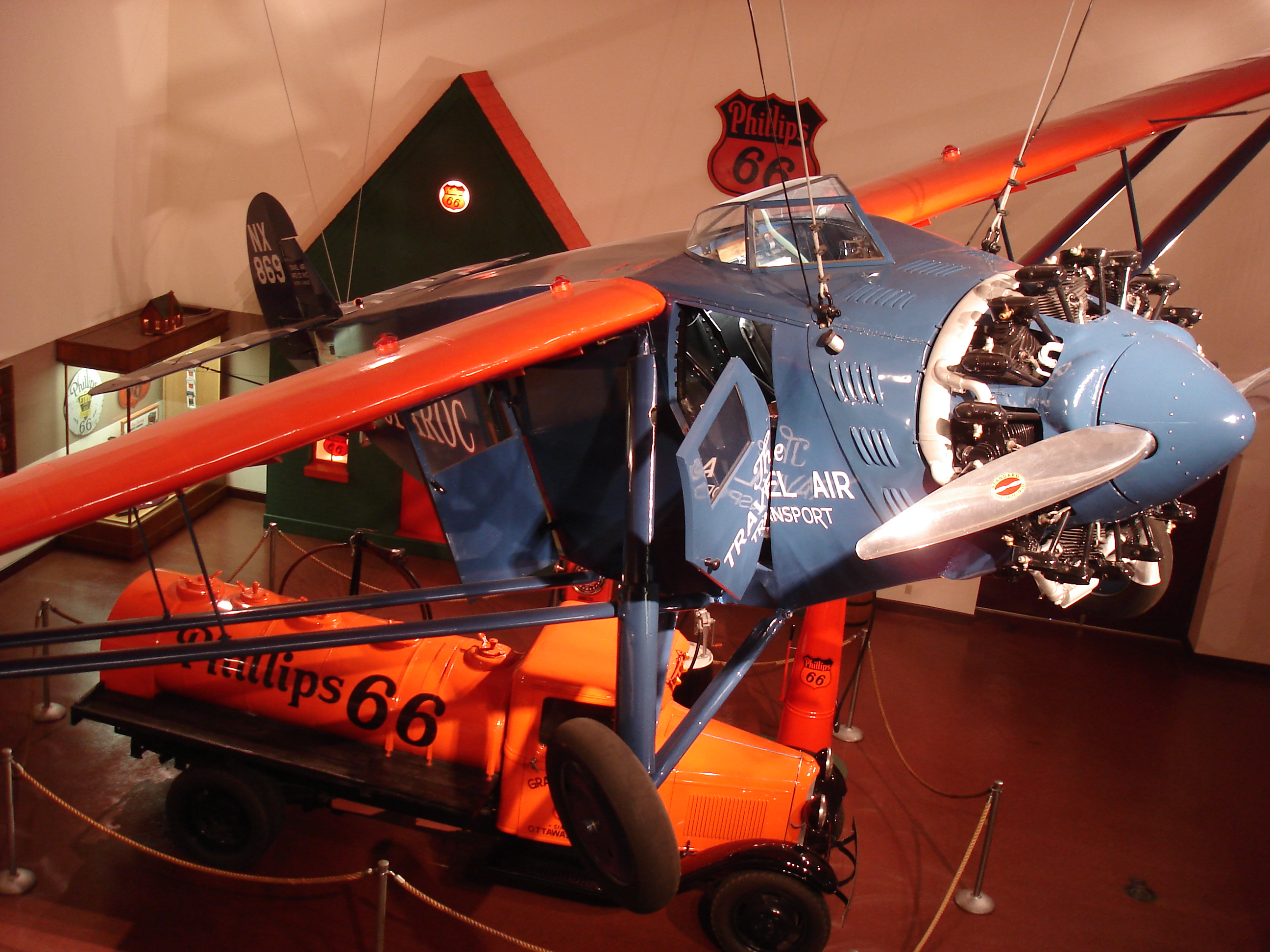
«Вуларок» в музее. Фото 2008 года

Трагический исход гонки доказал американской публике то, что и так было известно опытным авиаторам: одномоторные самолёты 1920-х годов не были способны к сверхдальним перелётам над океаном. Удачные перелёты Линдберга, Гёбеля и Дженсена были исключениями из правила. Ни лётная подготовка экипажа, ни техническое состояние самолёта не гарантировали успех; единственный участвовавший в гонке самолёт, оборудованный полноценными средствами связи и спасения на море — «Золотой Орёл» — пропал без вести. Регулярное воздушное сообщение Гавайев с материком, о котором мечтали Доул и люди его круга, было по-прежнему невозможно. Воздушное сообщение между самими Гавайскими островами, напротив, было возможно — но потребность в нём была слишком мала.
Непосредственным результатом гонки стало негласный запрет на проведение авиационных соревнований и конкурсов c денежными призами. Публика единодушно осудила Доула, а затем в дело вступили государственные органы. 20 августа федеральные власти потребовали распространить действие Закона об авиаперевозках 1926 года (англ. Air Commerce Act of 1926) на любые, в том числе любительские, дальние перелёты. Началась подготовка к введению обязательной сертификации частных самолётов и их экипажей, участвующих в таких перелётах. В тот же день негосударственная Национальная воздухоплавательная ассоциация обратилась к федеральному правительству с требованием запретить денежные призы и премии за сверхдальние перелёты, а несколько дней спустя федеральные власти поддержали мнение ассоциации.
Пресса потребовала скорейшего внедрения аэронавигации по приводным радиомаякам, и немедленной разработки надёжных бортовых радиостанций. Однако монопольный держатель патентов на радиосвязь — подконтрольная AT&T компания Western Electric — не желала заниматься ими. Руководство Western Electric не верило в будущее авиатранспорта. Единственным производителем коротковолновых бортовых радиостанций оставался Ральф Хайнц. В 1927 году он обеспечил радиосвязью экипажи «Вуларока» и «Духа Далласа», в 1928 году поставил радиооборудование для первого перелёта из Калифорнии в Австралию, в 1929 году для антарктической экспедиции Ричарда Бэрда. Хайнц выпускал всеволновые бортовые приёмопередатчики, радиостанции для санных арктических экспедиций, аварийные радиобуи — всё это не интересовало большие корпорации. Ситуация изменилась лишь тогда, когда Boeing поручила Хайнцу разработку сети радиотелефонной связи с самолётами компаниям, перевозившими авиапочту между Чикаго и западным побережьем США. После того, как Хайнц продемонстрировал работоспособный прототип сети, руководство Western Electric убедило Boeing разорвать отношения с Хайнцем и перезаключить контракт на строительство сети с самой Western Electric.
Победивший в гонке самолёт сохранился в собрании Фрэнка Филлипса и в настоящее время демонстрируется в музее парка «Вуларок» в Оклахоме.